# Drascalia praelonga
Drascalia praelonga é uma espécie de cerambicídeo da tribo Achrysonini, com distribuição na Argentina e Chile.